# 피아노 소나타 11번 (모차르트)
《피아노 소나타 11번 가장조 K. 331/300i》는 볼프강 아마데우스 모차르트가 작곡한 피아노 소나타로 마지막 악장의 특징에 따라 터키 행진곡(Turkish March)이라고도 불린다. 작곡 시기는 정확하게 알려진 바가 없으나 1783년경 빈이나 잘츠부르크에서 작곡되었다는 설이 유력하며, 시기는 그보다 훨씬 전인 1778년, 장소는 파리나 뮌헨이라는 설도 있다. '소나타'라는 이름이 붙어있으나, 이 작품 전체에 소나타 형식으로 쓰인 부분은 없다. 또한 모든 악장이 같은 으뜸음 상의 조성에 놓여져 있어 교회 소나타의 그림자를 남기고 있다.
곡의 악장 구성은 다음과 같다.
1. Andante grazioso
2. Menuetto
3. Rondo Alla Turca: Allegretto

첫 번째 악장은 주제부가 제시된 뒤 여섯 번 변주된다. 두 번째 악장은 미뉴에트와 트리오로 되어 있다. 세 번째 악장의 빠르기말에 적힌 “터키풍으로”(Alla Turca)는 이 곡 전체의 별칭이 되었다. 당시 유행하던 터키 군악대의 음악을 모방하였다.

## 자필 악보
2014년 9월 26일, 부다페스트의 국립 세체니 도서관에서 자필 악보 4장이 공개되었다. 이전에는 마지막 장의 악보만 남아 나머지는 유실되었다고 알려져 있었다. 졸탄 코치시가 모차르트 시대 발터 포르테 피아노를 복제한 악기로 이 곡의 전 악장을 연주하였다.